# Villars-sur-Glâne
Villars-sur-Glâne (Freiburger Patois Velâ-chu-Yannaⓘ) ist eine politische Gemeinde im Saanebezirk des Kantons Freiburg in der Schweiz. Die deutschen Namen Glanewiler und Wiler bei Matran sind heute nicht mehr gebräuchlich. Villars-sur-Glâne ist ein Vorort der Kantonshauptstadt Freiburg. Durch Zuwanderung aus dem Ausland und Zuzug aus anderen Gemeinden der Romandie sowie die Ansiedlung verschiedener Industriezweige ist die Bevölkerungszahl auf über 10'000 Einwohner angewachsen. Seit Dezember 2004 gilt Villars-sur-Glâne als Stadt.

## Geographie
Villars-sur-Glâne liegt auf 659 m ü. M. und 4 km westlich der Kantonshauptstadt Freiburg (Luftlinie). Die Agglomerationsgemeinde erstreckt sich an aussichtsreicher Lage am oberen nördlichen Talhang der Glâne, kurz vor ihrer Mündung in die Saane (französisch: Sarine), in den Molassehöhen des Freiburger Mittellandes.
Die Fläche des 5,5 km² grossen Gemeindegebiets umfasst einen Abschnitt der Molassehöhen zwischen den Tälern von Glâne respektive Saane im Süden und Sonnaz im Norden. Die südliche Grenze verläuft entlang der Glâne und unterhalb deren Mündung entlang der Saane. Beide Flüsse sind hier tief in die Molasseschichten der Umgebung eingeschnitten und weisen einen flachen Talboden (rund 560 m) mit einer Breite von ungefähr 100 bis 400 m auf. Daran schliesst sich ein über weite Strecken von Sandsteinfelsen durchzogener bis zu 100 m hoher Steilhang an, nur unterhalb des Dorfes Villars ist der Hang etwas flacher.
Das nördlich angrenzende Hochplateau von Villars zeigt nur geringe Reliefunterschiede. Die höchsten Erhebungen befinden sich auf den Waldhöhen Belle Croix und Bois de Moncor (beide 721 m), weiter im Osten liegen der Hügel Champriond (704 m) und an der Stadtgrenze zu Freiburg die Höhe von Guintzet (690 m ü. M.). Die nördliche Gemeindegrenze wird weitgehend durch den Verlauf der Autobahn A12 gebildet. Von der Gemeindefläche entfielen 1997 46 % auf Siedlungen, 18 % auf Wald und Gehölze, 35 % auf Landwirtschaft, und etwas weniger als 1 % war unproduktives Land.
Zu Villars-sur-Glâne gehören die ausgedehnten Wohnquartiere von Cormanon (690 m), Les Daillettes (656 m) und Bertigny (700 m; dt. Brittenach), die Industrie- und Gewerbesiedlung Moncor (710 m) östlich des Bois de Moncor sowie der Weiler Sainte-Apolline (572 m) am nördlichen Ufer der Glâne. Nachbargemeinden von Villars-sur-Glâne sind Freiburg, Marly, Hauterive, Matran, Corminboeuf und Givisiez.

## Bevölkerung
| Bevölkerungsentwicklung | Bevölkerungsentwicklung |
| Jahr                    | Einwohner               |
| ----------------------- | ----------------------- |
| 1888                    | 481                     |
| 1900                    | 856                     |
| 1910                    | 907                     |
| 1920                    | 1021                    |
| 1930                    | 1234                    |
| 1940                    | 1317                    |
| 1950                    | 1490                    |
| 1960                    | 2584                    |
| 1970                    | 5214                    |
| 1980                    | 5820                    |
| 1990                    | 7863                    |
| 2000                    | 9219                    |
| 2010                    | 11'453                  |
| 2021                    | 12'297                  |

Mit 12'444 Einwohnern (Stand 31. Dezember 2023) ist Villars-sur-Glâne die drittgrösste Gemeinde des Kantons Freiburg und bedeutendste Vorortsgemeinde der Stadt Freiburg. Von den Bewohnern sind 77,2 % französischsprachig, 10,9 % deutschsprachig, und 2,3 % sprechen Portugiesisch (Stand 2000). Die Bevölkerungszahl von Villars-sur-Glâne stieg besonders während der 1960er-Jahre sowie seit 1980 markant an und überschritt im Dezember 2004 die Grenze von 10'000 Einwohnern. Das Siedlungsgebiet von Villars-sur-Glâne ist heute lückenlos mit demjenigen der Stadt Freiburg zusammengewachsen.

## Politik
- Grüne: 10
- SP: 13
- CSP: 2
- GLP: 3
- CVP: 12
- FDP: 10

### Legislative
Gesetzgebende Behörde ist der von den Stimmberechtigten der Gemeinde alle fünf Jahre gewählte Generalrat (conseil général). Die 50 Abgeordneten werden im Proporzwahlverfahren gewählt. Die Aufgaben des Generalrates umfassen die Budget- und Rechnungsabnahme, die Festlegung der Gemeindereglemente und die Kontrolle der Exekutive. Die Grafik rechts zeigt die Zusammensetzung des Generalrats nach den Wahlen vom 7. März 2021.

### Exekutive
Ausführende Behörde ist der Gemeinderat (conseil communal). Er besteht aus neun Mitgliedern und wird vom Volk im Proporzwahlverfahren gewählt. Die Amtsdauer beträgt fünf Jahre. Der Gemeinderat ist für die Vollstreckung der Beschlüsse des Generalrates, für die Ausführung der Gesetzgebung von Bund und Kanton sowie für die Repräsentation und Führung der Gemeinde zuständig.

## Wirtschaft
Villars-sur-Glâne war bis in die erste Hälfte des 20. Jahrhunderts ein vorwiegend durch die Landwirtschaft geprägtes Dorf. Die Wasserkraft der Glâne wurde früher durch Mühlen genutzt. 1901 wurde am Stadtrand von Freiburg auf dem Gemeindeboden von Villars-sur-Glâne eine Schokoladenfabrik gegründet, deren Gebiet 1906 an Freiburg abgetreten wurde. Seit den 1950er-Jahren setzte eine rasante Entwicklung zur Agglomerationsgemeinde von Freiburg mit grossen Gewerbe- und Industrieflächen ein.
Heute bietet Villars-sur-Glâne rund 7000 Arbeitsplätze an. Mit 2 % der Erwerbstätigen, die noch im primären Sektor beschäftigt sind, hat die Landwirtschaft nur noch einen marginalen Stellenwert in der Erwerbsstruktur der Bevölkerung. Sie konzentriert sich heute auf Milchwirtschaft, Viehzucht und etwas Ackerbau. Etwa 30 % der Erwerbstätigen sind im industriellen Sektor tätig, während der Dienstleistungssektor rund 68 % der Arbeitskräfte auf sich vereinigt (Stand 2001).
Das Gewerbe und die Industrie von Villars-sur-Glâne sind hauptsächlich bei Moncor auf der Höhe zwischen der Autobahn und den Wäldern von Belle Croix und Bois de Moncor angesiedelt. Hier entstand seit etwa 1960 eine Industriezone auf einer Fläche von rund 0,5 km². Es haben sich Unternehmen von teils internationalem Ruf niedergelassen, beispielsweise Cartier (Herstellung von Luxusuhren), Otis (Liftbau), Cremo (Fabrikation von Butter und Greyerzer Käse), Meggitt (Luft- und Raumfahrttechnik), Jesa (Herstellung von Kugellagern), Swisslion Takovo (Nahrungsmittelproduzent) und Vifor Pharma SA (pharmazeutische Industrie). Weitere Unternehmen des Bau- und Transportgewerbes, der Informationstechnologie und Telekommunikation (Swisscom) und der Feinmechanik sind in Villars-sur-Glâne vertreten. Der Krankenversicherer Groupe Mutuel unterhält einen Verwaltungssitz, ebenso wie das kanadische Softwareunternehmen Open Text. Weitere Arbeitsplätze sind im Handel, in der Verwaltung und in verschiedenen Dienstleistungsbereichen vorhanden. Auf dem Boden von Villars-sur-Glâne befindet sich auch das Freiburger Kantonsspital. Die Gemeinde ist im Kanton für einen tiefen Steuerfuss bekannt.
Villars-sur-Glâne verfügt neben den Grundschulstufen über eine Berufsschule und ist Sitz der École professionnelle d’informatique (S.O.F.T.). Daneben gibt es verschiedene Sportanlagen und ein städtisches Theaterhaus.
In den letzten Jahrzehnten hat sich Villars-sur-Glâne zu einer Wohngemeinde entwickelt. Der Hang oberhalb der Eisenbahnlinie ist mit Wohnblöcken und Reihenhäusern weitgehend überbaut. Grössere Einfamilienhaus- und Villenzonen befinden sich bei Les Daillettes und Cormanon sowie bei Bertigny.

## Verkehr
Die Gemeinde ist verkehrsmässig sehr gut erschlossen. Sie liegt nahe der Hauptstrasse von Freiburg nach Payerne und nach Romont. Der nächste Anschluss an die 1981 eröffnete Autobahn A12 (Bern–Vevey), welche das Gemeindegebiet durchquert, befindet sich rund 2 km vom Ortskern entfernt.
Am 4. September 1862 wurde die Eisenbahnlinie von Freiburg nach Lausanne mit einem Bahnhof in Villars-sur-Glâne in Betrieb genommen. Die Gemeinde mit ihren verschiedenen Ortsteilen ist an das von den Freiburgischen Verkehrsbetrieben betriebene Stadtbusnetz von Freiburg angebunden, darunter die Linien 2 und 5 des Trolleybus Freiburg. Daneben verkehren auch die Regionalbuslinien von Freiburg nach Bulle, nach Lentigny und nach Rosé durch Villars-sur-Glâne.
Von 1912 bis 1932 verkehrte durch den Ortsteil Les Daillettes ferner die Gleislose Bahn Freiburg–Farvagny, ein früher Trolleybusbetrieb.

## Geschichte
Villars-sur-Glâne kann auf eine lange Siedlungstradition zurückblicken. Die ältesten archäologischen Funde datieren aus dem 7. Jahrhundert v. Chr. Im Wald von Moncor wurde das grösste Fürstengrab der Schweiz aus der Hallstattzeit (um 600 vor Christus) ausgegraben. Bei Châtillon südlich der Glâne auf dem Gemeindegebiet von Hauterive haben die Archäologen Töpferwaren aus Griechenland, Norditalien und Nordfrankreich gefunden. Somit wird vermutet, dass der Ort schon sehr früh einen wichtigen Übergang an Glâne und Saane darstellte.
Die erste urkundliche Erwähnung des Ortes erfolgte 1143 unter dem Namen Vilar. Später erschienen die Bezeichnungen Vilar lo Torel (1228) und Vilar le Terriour (1366). Die deutsche Version Wyler ob der Glanen ist 1652 überliefert. Seit 1789 ist der Name Villars-sur-Glâne belegt.
Im Hochmittelalter war Villars-sur-Glâne eine wichtige Pfarrei, welche neben dem Dorfgebiet auch fast das ganze Gebiet der heutigen Stadt Freiburg umfasste. Vom 11. bis 14. Jahrhundert ist die Adelsfamilie Villars-Achars bezeugt, welcher die Dorfherrschaft oblag. Spätestens 1442 kam Villars-sur-Glâne unter die Herrschaft von Freiburg und wurde der Alten Landschaft (Neustadtpanner) zugeordnet. Die Höhe von Bertigny war Schauplatz verschiedener kriegerischer Auseinandersetzungen, so 1386 zwischen den Bernern und den Freiburgern sowie 1447 und 1448 zwischen den Freiburgern und den Savoyern. Nach dem Franzoseneinfall im März 1798 und dem folgenden Zusammenbruch des Ancien Régime gehörte das Dorf während der Helvetik und der darauf folgenden Zeit zum Bezirk Freiburg, bevor es 1848 mit der neuen Kantonsverfassung in den Saanebezirk eingegliedert wurde.
In Villars-sur-Glâne entstand der Cercle des travailleurs, einer der Vorläufer der Sozialdemokratie im Kanton Freiburg. Bei den Wahlen von 1911 konnte die Sozialdemokratische Partei ihre ersten zwei Sitze im Gemeinderat erlangen.

## Sehenswürdigkeiten
Die Pfarrkirche Saint-Pierre erhielt ihre heutige Gestalt beim Neubau im Jahr 1916. An der Gemeindegrenze zu Hauterive befinden sich die Kapelle und Brücke Sainte-Apolline.

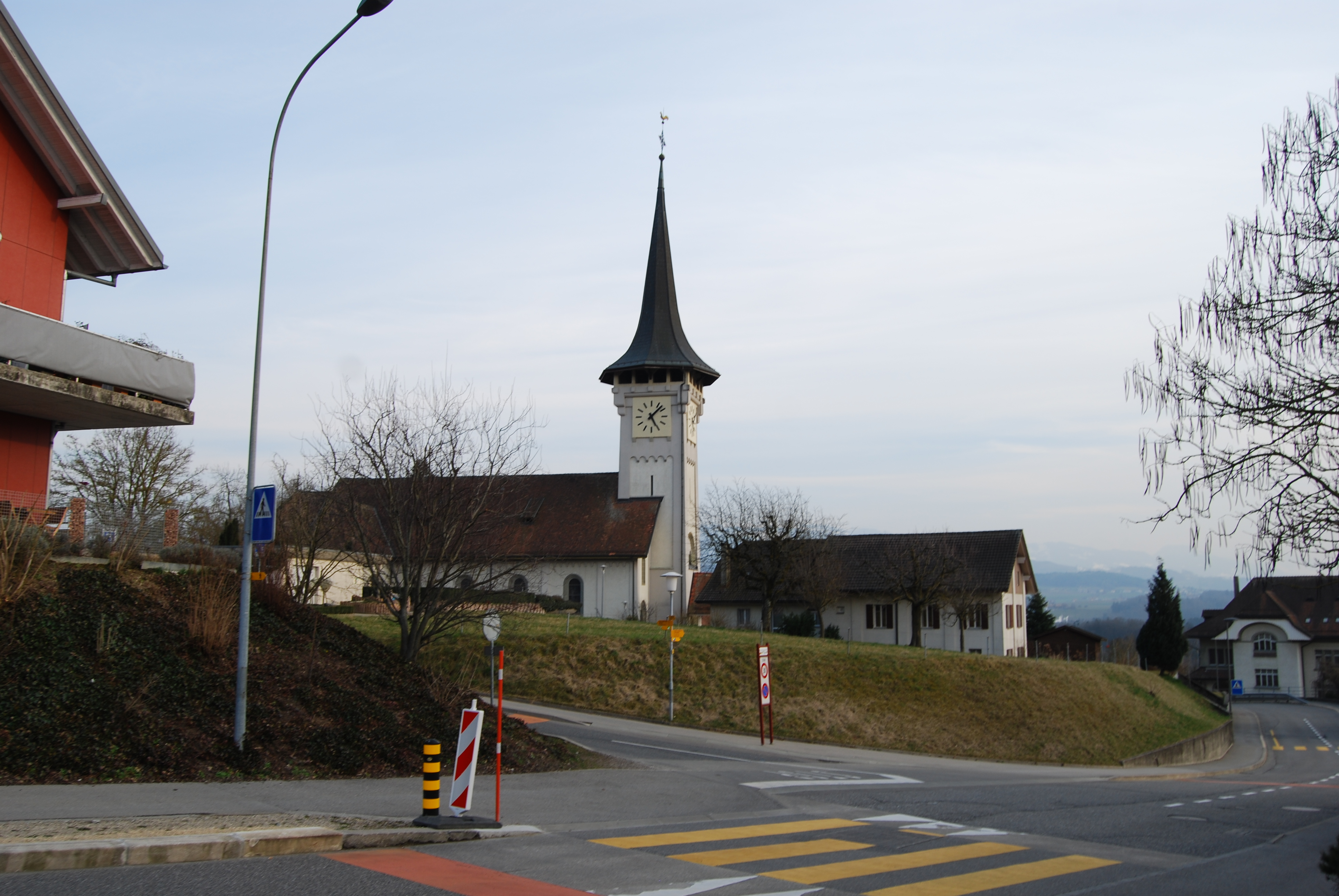
Pfarrkirche Saint-Pierre
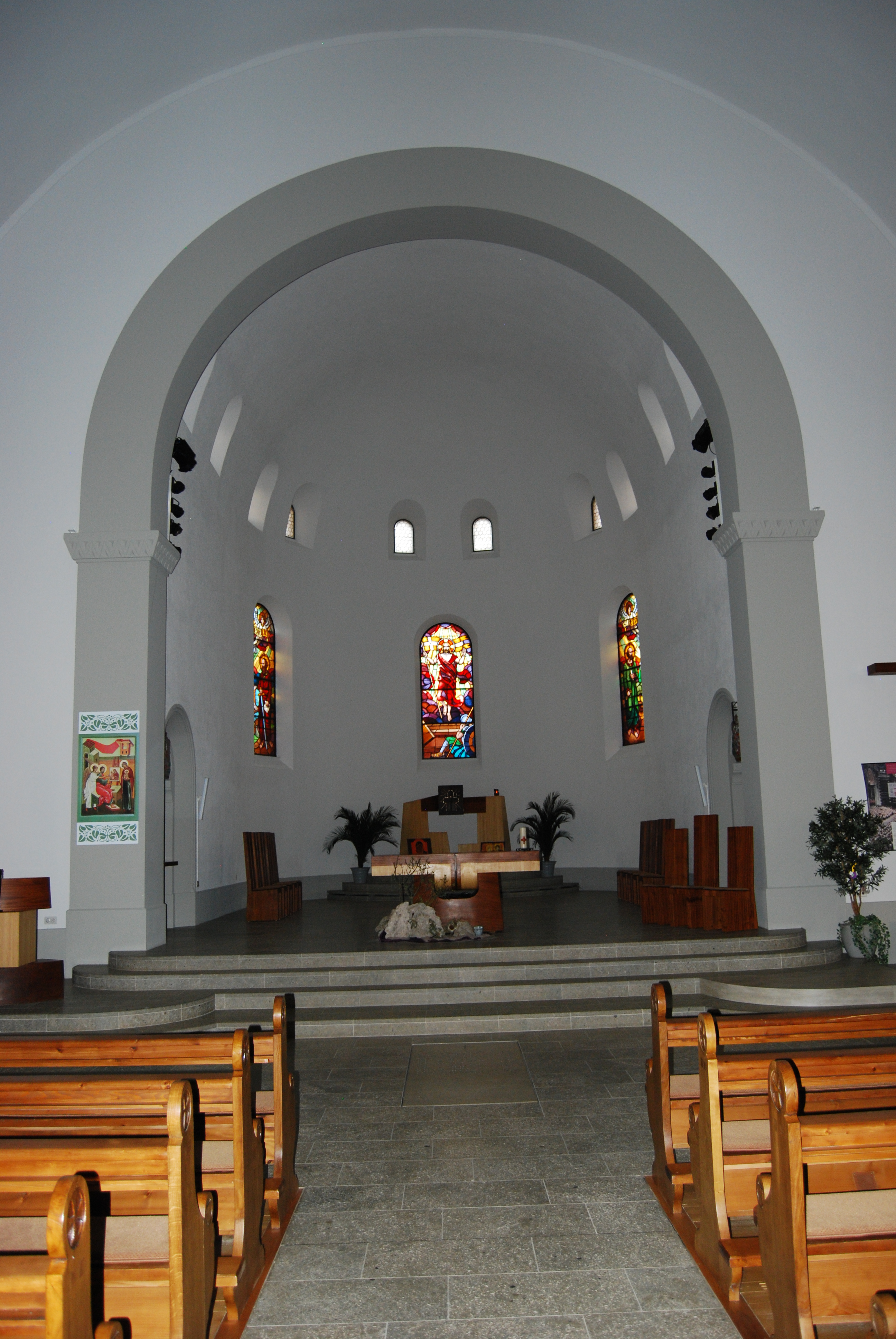
Innenansicht der Kirche
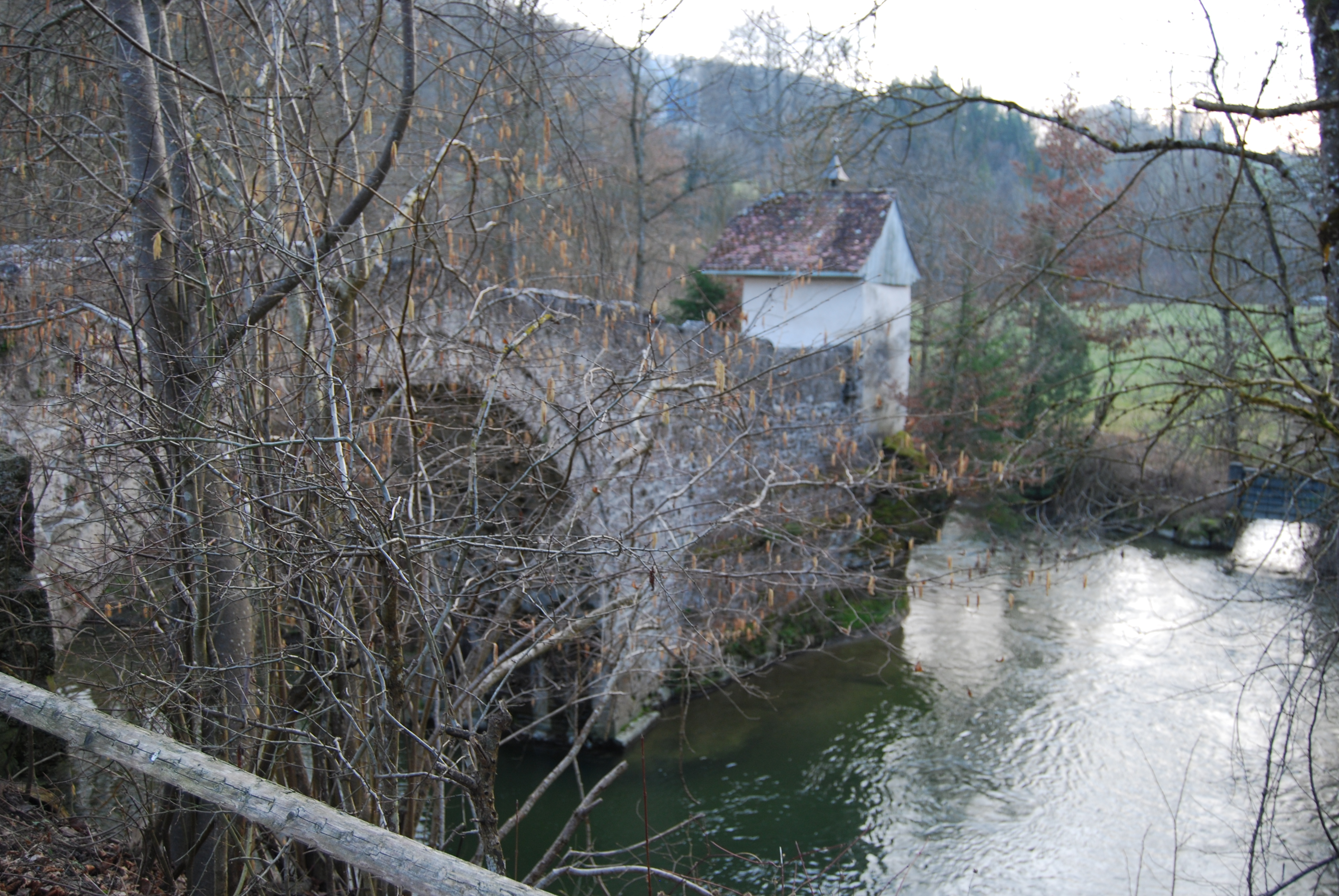
Brücke und Kapelle Sainte-Apolline
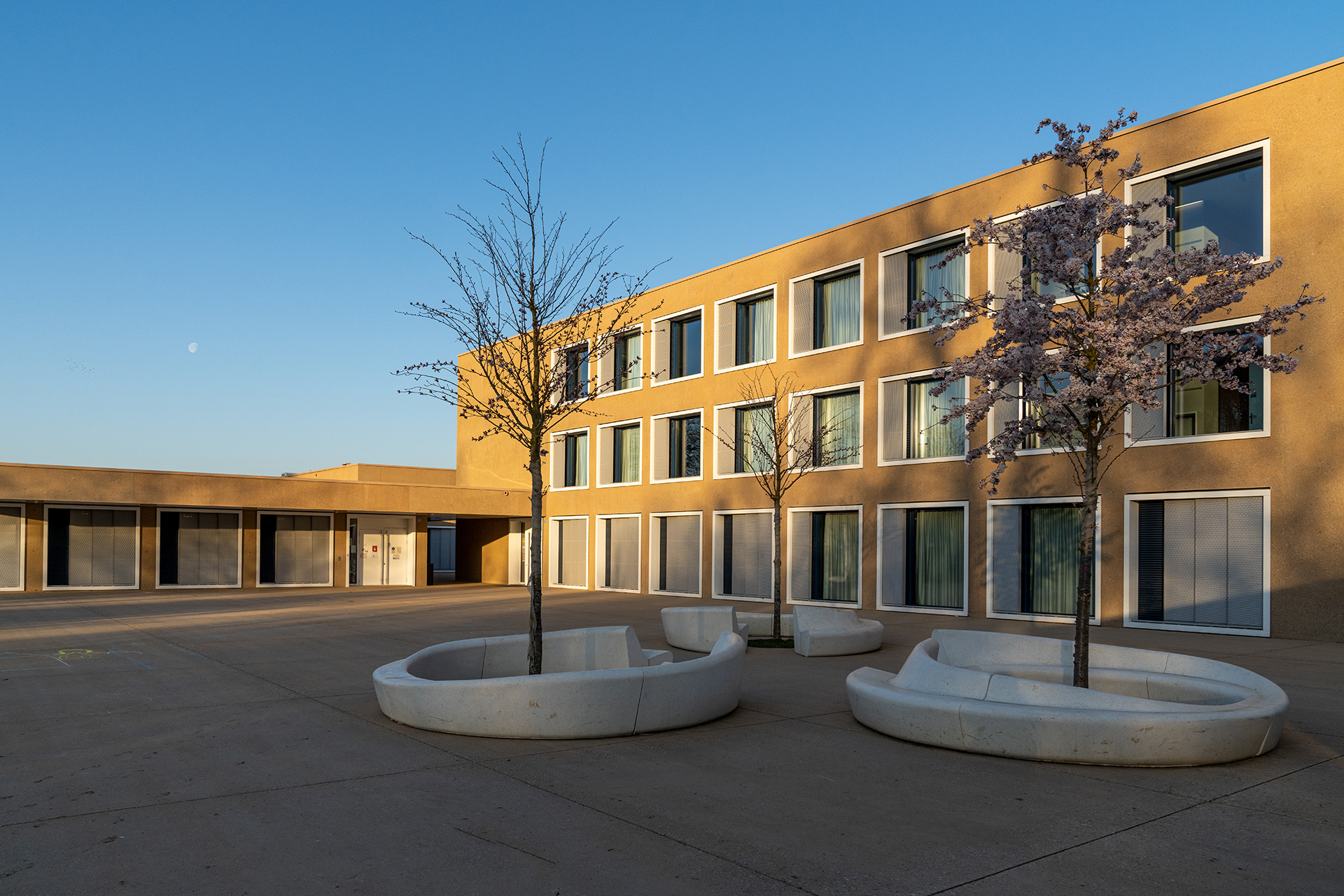
Schulzentrum du Platy
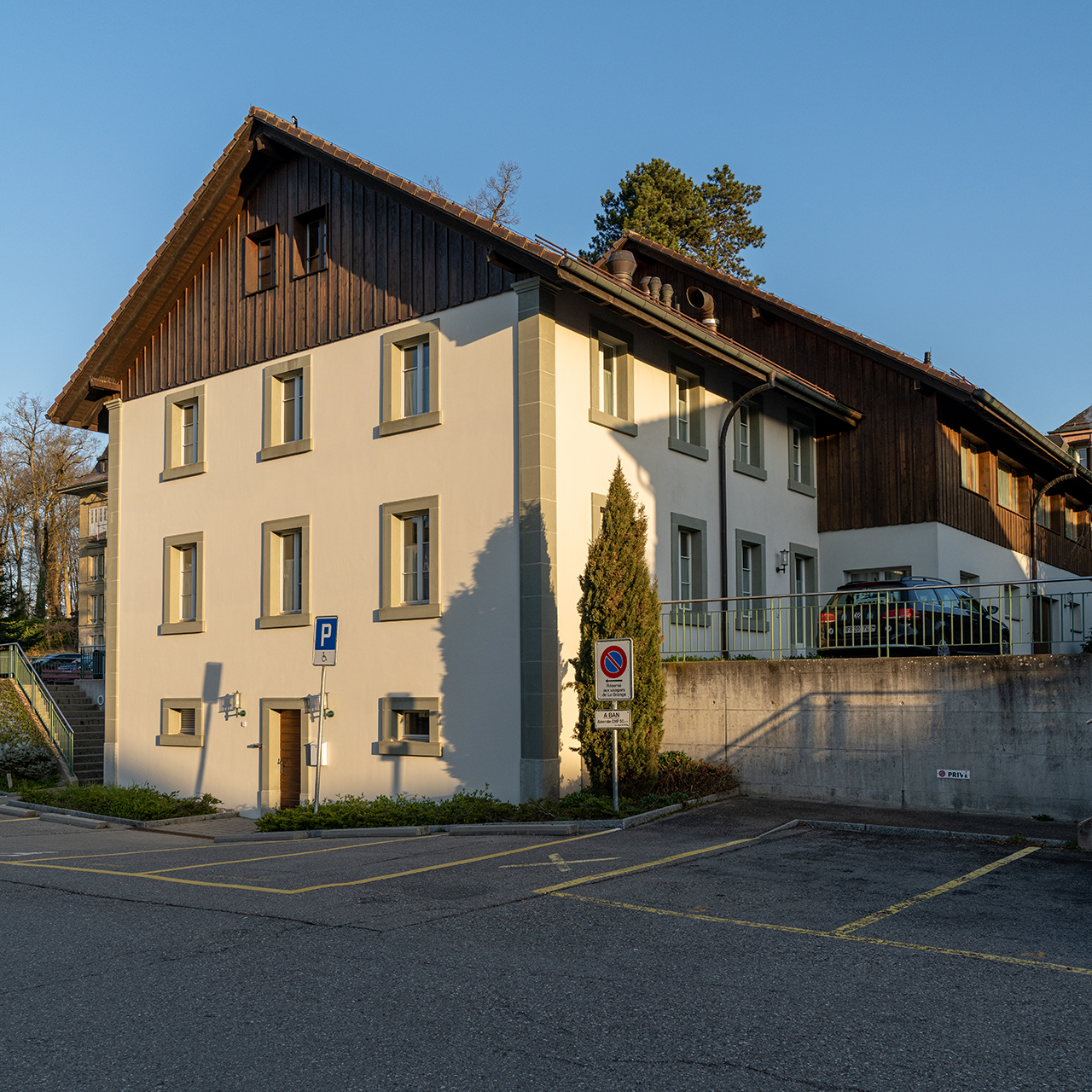
La Grange
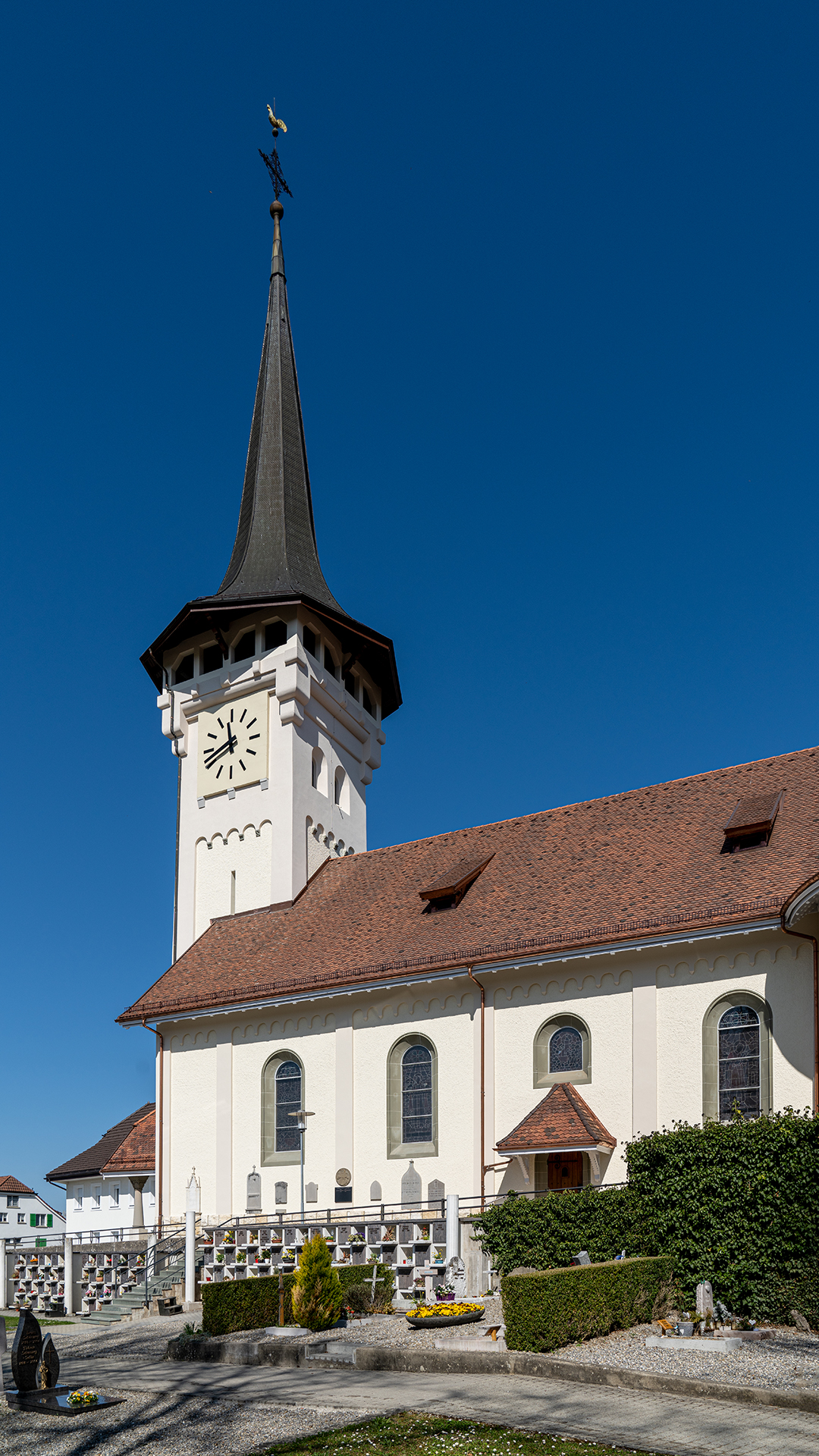
Kirche Saints Pierre et Paul
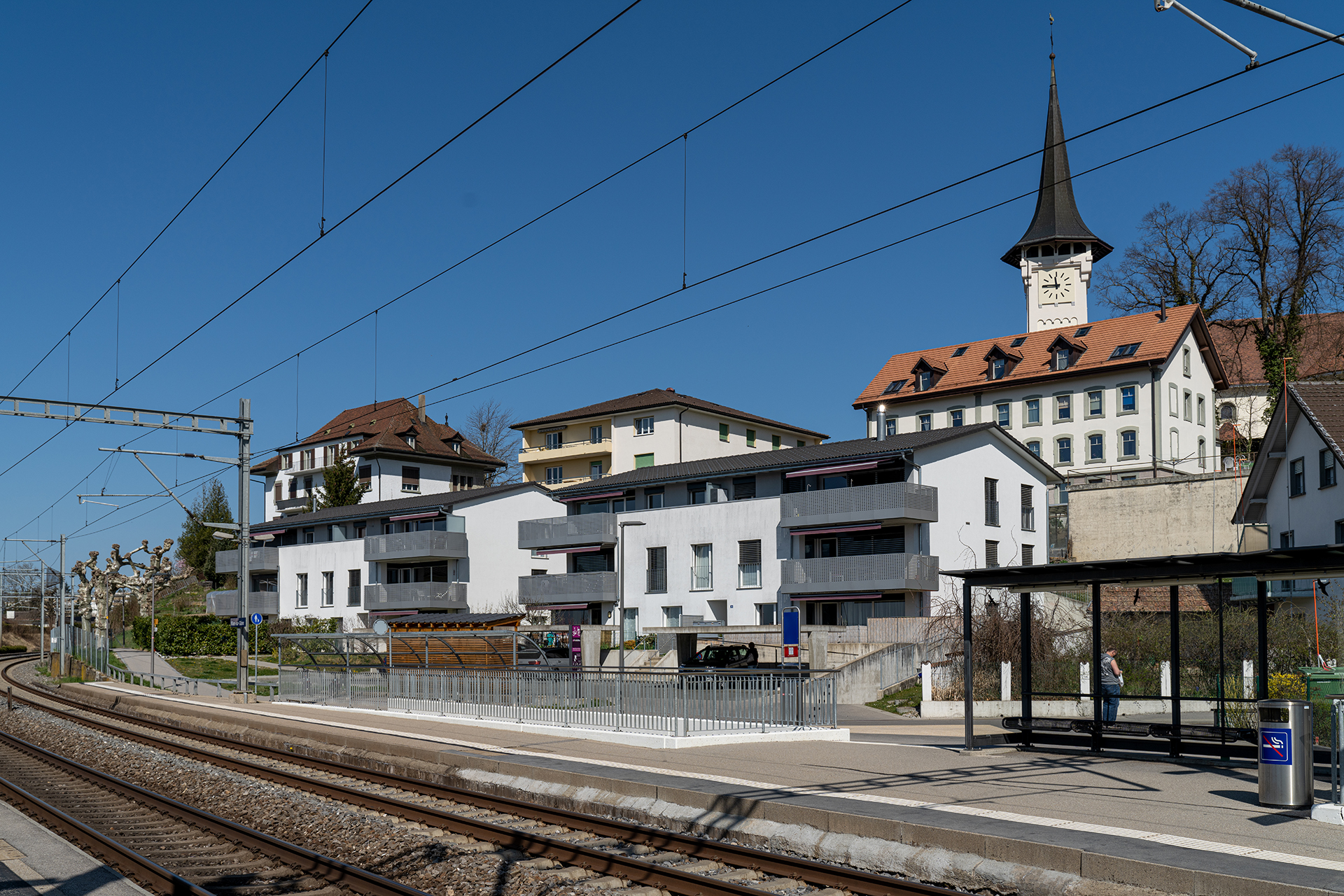
Bahnhof

## Persönlichkeiten
- Victor Buchs (1866–1953), Kolonialkaufmann und Politiker
- Carsten Schloter (1963–2013), deutscher Manager, wohnte und starb in Villars-sur-Glâne
- Massimo Colomba (* 1977), Torhüter, Spieler der Super League
- Alanis Siffert (* 2001), Triathletin